# Критская лира
Критская лира (греч.  Λύρα ~ Lūrā, лат.  Lira) — грушевидный трехструнный смычковый музыкальный инструмент, распространенный преимущественно на Крите и на других островах Додеканес у и Эгейского архипелага в Греции. Критская лира является популярной формой византийской лиры, которая является предком европейских смычковых инструментов.
Одними из самых известных виртуозов игры на критской лире являются Манос Пироволакис и Росс Дэйли.

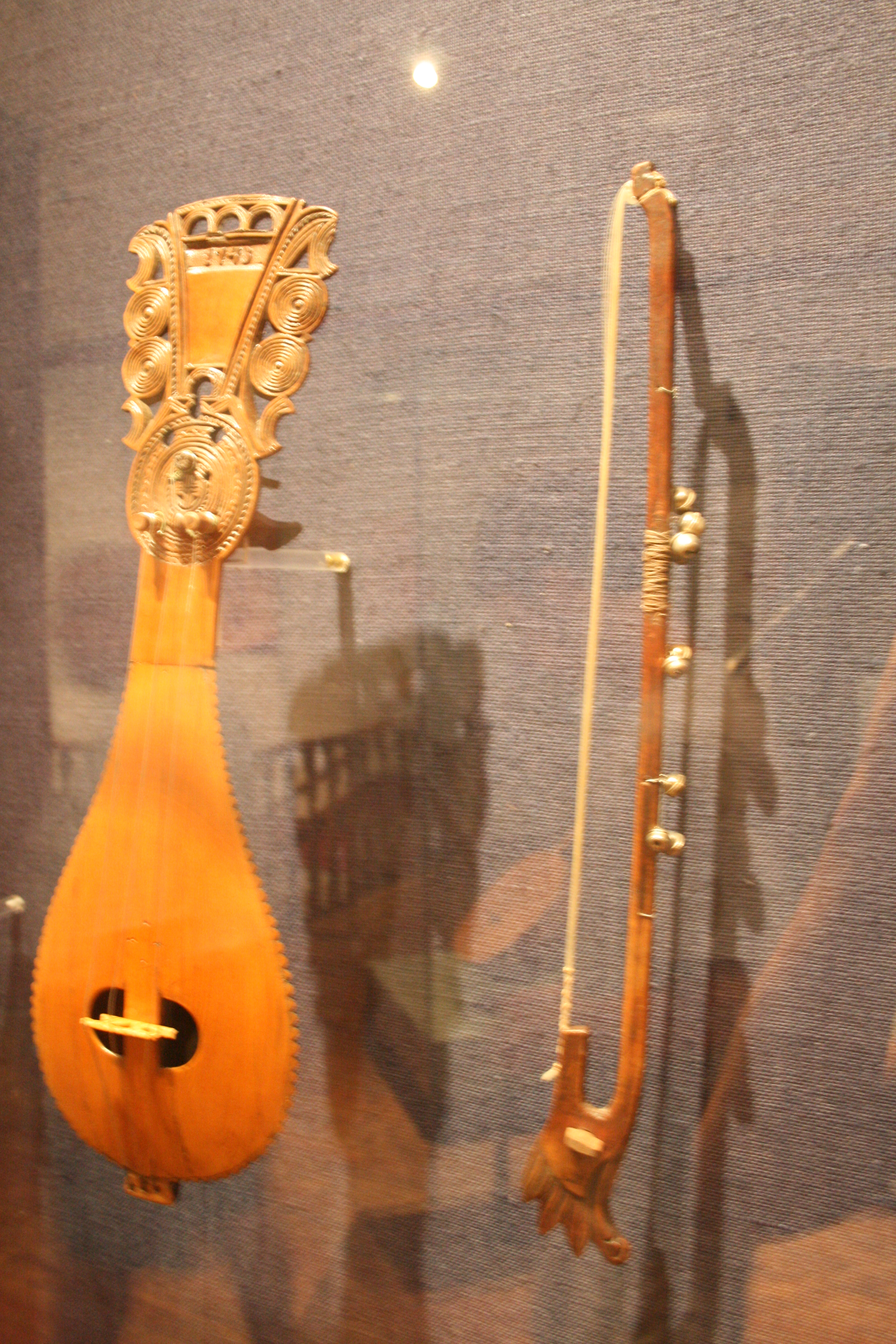
Старый тип критской лиры (лираки). Смычок с бубенцами (Музей греческих народных музыкальных инструментов)
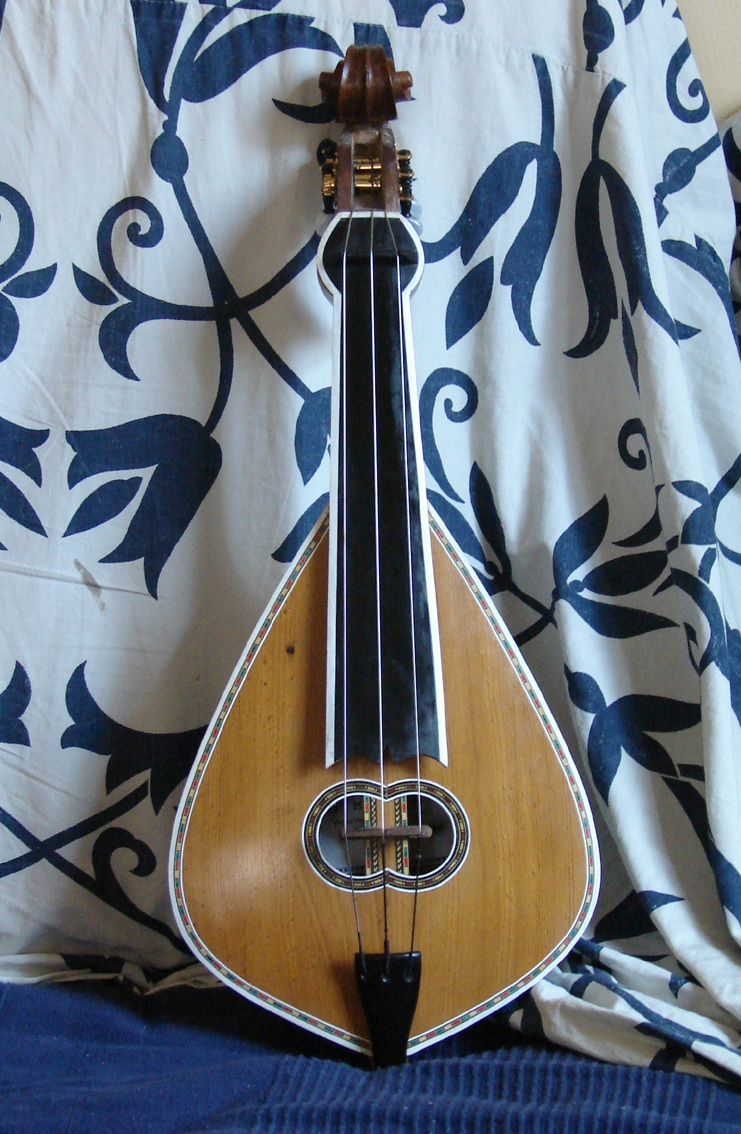
Современный тип после 1940 года
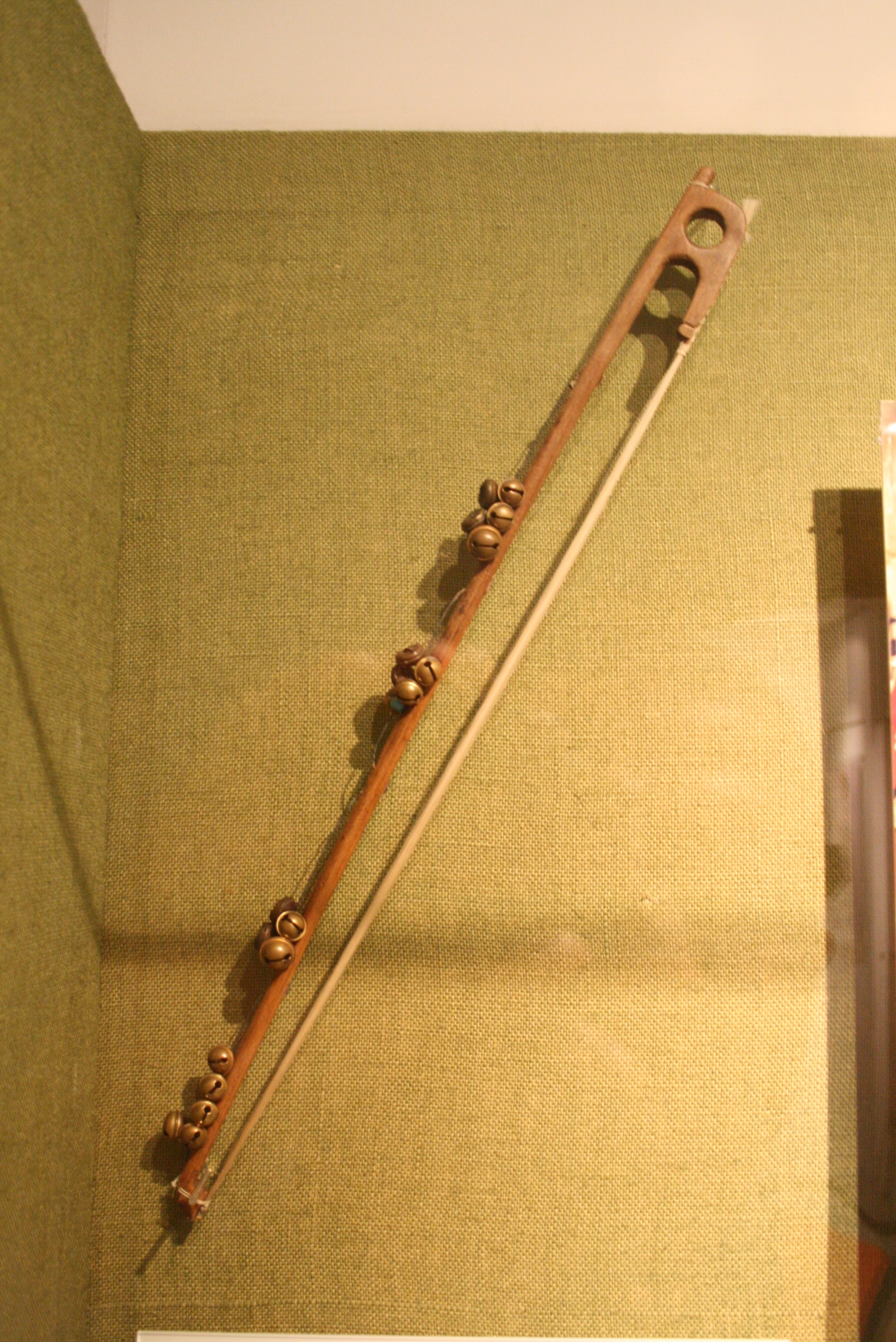
Смычок с бубенцами
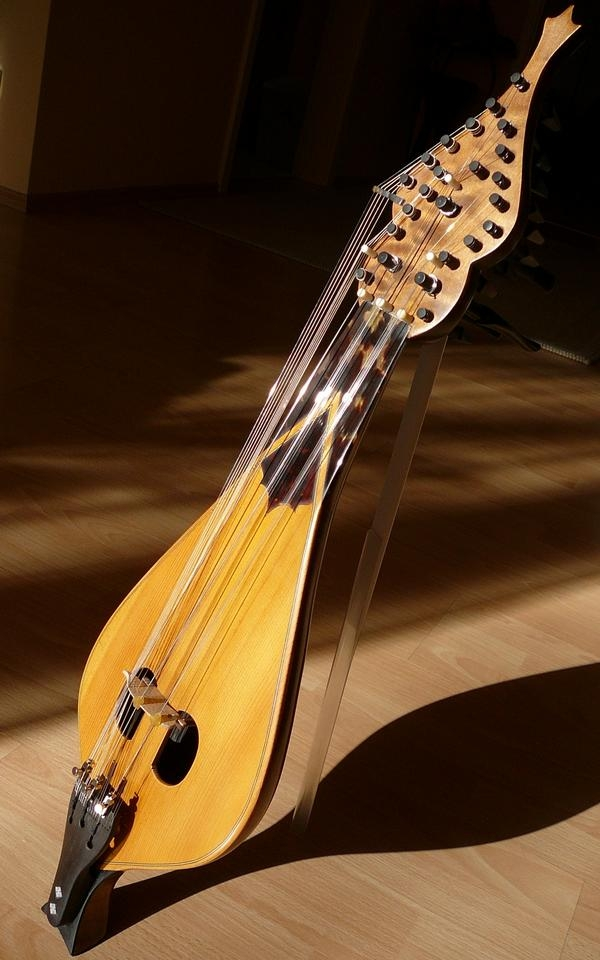
Критская лира дизайна Росса Дэйли